# Saint Seiya: Episodio G Assassin
Saint Seiya: Episode G Assassin (聖闘士星矢 エピソードGアサシン Seinto Seiya Episōdo Ji Asashin?) es la secuela del manga spin-off Saint Seiya Episode G, con concepto original de Masami Kurumada  y realización de Megumu Okada, el cual comenzó a publicarse desde el 5 de abril de 2014 hasta octubre del mismo año en la revista Champion Red Ichigo, reanudando su serialización en el sitio web Champion Cross, luego renombrada Manga Cross, hasta su finalización. Cuenta con 16 volúmenes recopilatorios en formato tankōbon.

## Producción
Al final del manga Episode G, Pontos deja a entrever que esta historia continuará y que buscará la forma de tomar el control del Santuario. Posteriormente se anunció un nuevo proyecto entre Masami Kurumada y Megumu Okada.
Luego Megumu Okada colocó en su Twitter el siguiente mensaje:下書きが終わる気配がまるで無い。いつになったら終わるのか。ページが多かったなぁ。だかしかしやらねばならぬ(´・ω・`) . Es decir, "Aún no hay señales de que el proyecto termine. Se terminará cuando deba. Podría seguir dentro de mucho. Pero ahora tengo mucho que hacer ('· ω · `)" Episode G Assassin Imagen donde revelan el nombre de la serie. Con la celebración del 40 aniversario de Masami Kurumada como Mangaka, después de una agradable reunión de Kurumada y Okada, Kurumada invita a Okada para que siga con Episode G, Okada muy agradecido acepta y coloca en Twitter que Episode G regresa en abril del 2014.

## Publicación
Luego de finalizar Episode G en la revista Champion Red, esta secuela comenzó a publicarse en la revista Champion Red Ichigo, la cual esta dentro de la familia de las revistas de Akita Shoten. En agosto de 2014 se anunció el fin de publicación de la Champion Red Ichigo por lo que Episode G: Assassin pasó a publicarse como web cómic en Champion Cross, proyecto web de Akita Shoten. Con el cambio de sitio, la publicación inició completamente a color.

## Enlaces con otras obras de Saint Seiya[4]
En el Episodio G Assassin aparecen algunos personajes de Saint Seiya Next Dimension, y también se mencionan algunos sucesos ocurridos en la guerra sagrada del siglo XVIII de Saint Seiya Next Dimension.